# Архонт архонтов
Архонт архонтов (archon ton archonton) — византийский титул, соответствующий армянскому титулу ишханац ишхан (или шаханшах) и относившийся к сфере внешней политики империи.

## История
Пост архонта архонтов не принадлежал к византийской табели о рангах, ранее относясь к сфере внешней политики империи. Титул получали преимущественно шаханшахи армянского Анийского царства Багратидов в знак признания империей их главенства над остальными государствами Закавказья. В настоящее время невозможно установить, являлся ли пост архонта архонтов византийским. Возможно, он является калькой с армянского «ишханац ишхан», и тогда его корни следует искать в Багратидской Армении, эмигранты из которой составляли значительную часть населения византийских регионов, на базе которых позже образуется Киликийское армянское государство.

## Известные носители титула
- Ашот I — царь Армении
- Смбат I — царь Армении
- Ашот II — царь Армении
- Татул Пакуриан — правитель Мараша